# Чі Чі
Чі Чі (кит. 祁琦, пін. Qí Qí, нар. 28 вересня 2003, Пекін, Китай) — китайська гімнастка.

## Спортивна кар'єра
З 2017 року визнана елітною спортсменкою на національному рівні.

#### 2019
На дебютному чемпіонаті світу в Штутгарті, Німеччина, разом з Чен Йілі, Ліу Тіньтінь, Лі Шийя та Танг Ксіджин в командних змаганнях посіли четверте місце, що стало найгіршим результатом команди з 2003 року, коли збірна Китаю також не потрапила на п'єдестал. В фіналі опорного стрибка продемонструвала п'ятий результат.

## Результати на турнірах
| Рік  | Змагання        | КБ | ІБ | Опорний стрибок | Різновисокі бруси | Колода | Вільні вправи |
| ---- | --------------- | -- | -- | --------------- | ----------------- | ------ | ------------- |
| 2019 | Чемпіонат світу | 4  |    | 5               |                   |        |               |
| 2020 | Чемпіонат Китаю | 2  | 3  | 1               |                   |        | 1             |